# Manicaragua
Manicaragua es un municipio y un pueblo de la Provincia de Villa Clara de Cuba. Se localiza en la parte sudeste de Villa Clara, limitando con las provincias de Cienfuegos al oeste y con Sancti Spiritu al este.

## Demografía
En el 2021, el municipio de Manicaragua tenía una población de 61,990. Con un área total de 	985,7 km² y una densidad de población de 62.9 hab/km².

## Toponimia
Manicaragua significaba Tierra de hombres valientes en los dialectos aborígenes de la zona, ya actualmente extintos.

## Economía
Manicaragua es una de las cuatro municipalidades más grandes en Cuba. Las cosechas principales y fuentes de ingresos incluyen artículos tales como el tabaco y el café. El café crece en las cuestas de las montañas del Escambray, un conjunto montañoso que se extiende desde la parte del sudeste de la provincia de Cienfuegos hasta la vecina provincia de Sancti Spíritus. 
Los granos de café de Manicaragua llevan un néctar muy peculiar no muy conocido en el resto del mundo. Los "puros" se hacen en una la fábrica local y disfrutan de la popularidad de muchos turistas de diferentes partes del mundo. 
El Hoyo de Manicaragua, una vez conocido como la tierra del mejor tabaco del mundo, es un pueblo pequeño localizado en esta municipalidad. Su popularidad se marchitó después de que la cosecha fuese relocalizada en la provincia cubana más occidental: Pinar del Río, a donde muchos campesinos locales fueron transferidos.
Tiene excelentes áreas de belleza natural y valor como el Valle de Jibacoa, Hanabanilla, el dique, y el hotel del mismo nombre.

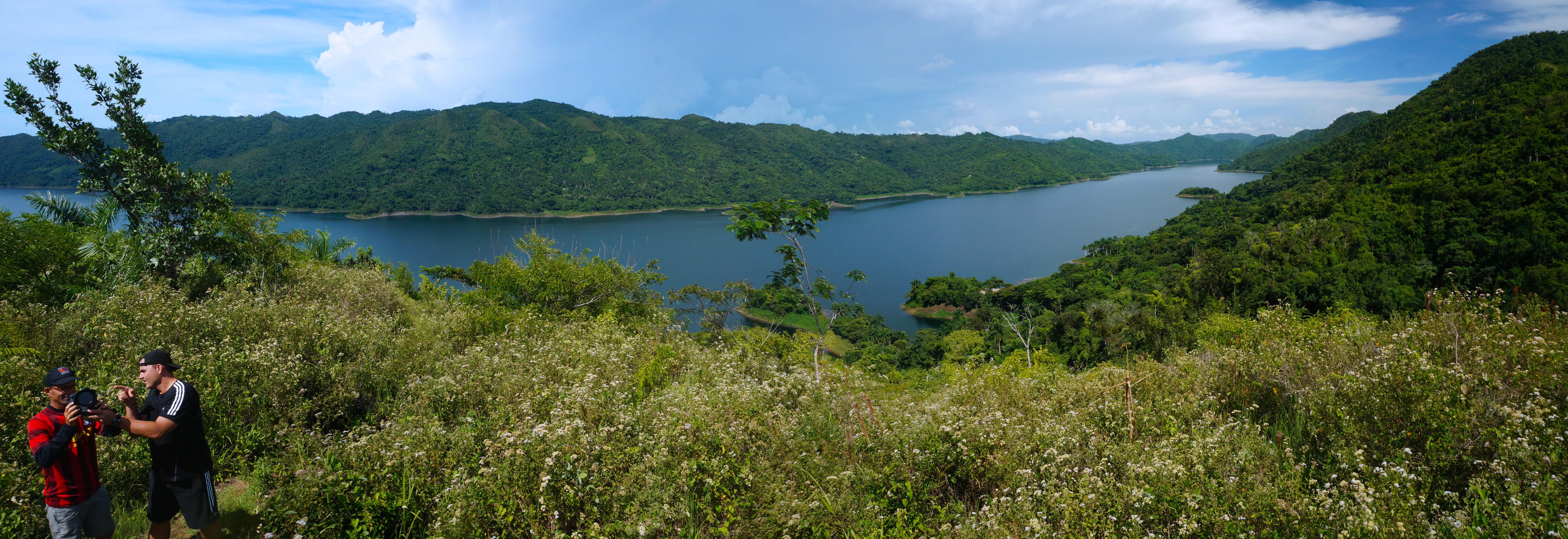
Hanabanilla